# 牛環

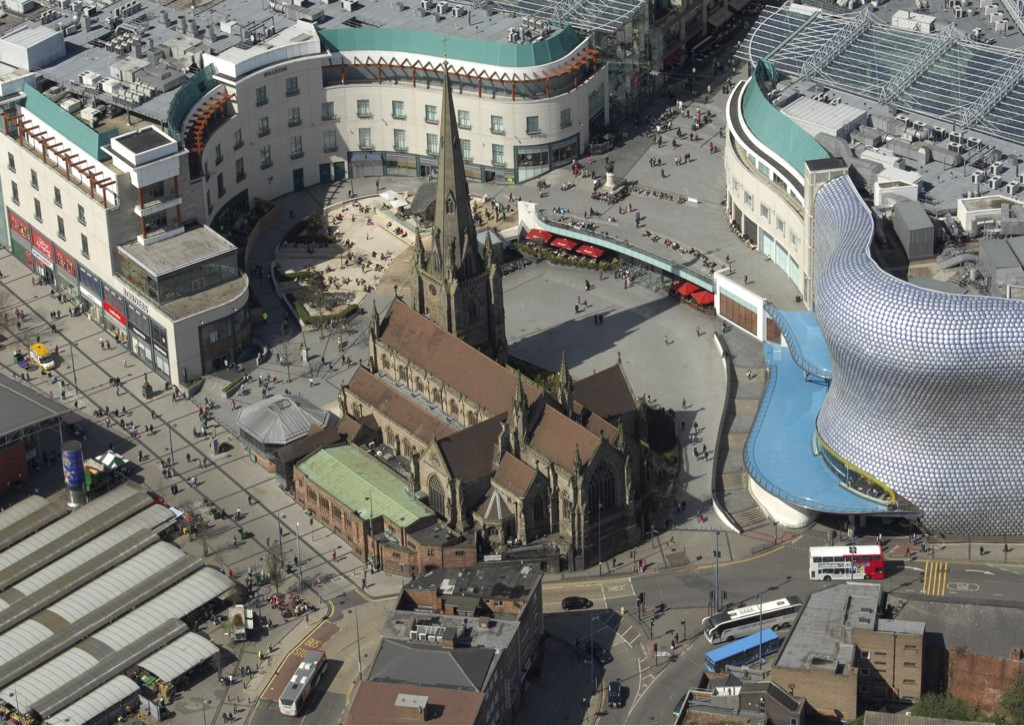

牛環（Bull Ring）是英國英格蘭伯明翰的一個地區，也是伯明翰最主要的商業區。自中世紀這裡開設市場以來，牛環就是伯明翰最重要的商業區。在2000年代，牛環兩次進行了購物中心再開發。2004年，牛環購物區吸引了3.65億人次在此觀光或購物，是英國最繁忙的商業區。牛環聖馬丁教堂亦位於這裡。

## 外部連結
- Bullring shopping centre （页面存档备份，存于）
- Birmingham. Bull Ring Centre Opened, 1964 (Pathé newsreel)
- 1890 Ordnance Survey map of the Bull Ring （页面存档备份，存于）
- Article on the architecture of the new Bull Ring shopping centre